# 井上因達因碩
井上因達因碩（いのうえ いんたついんせき、1747年（延享4年） - 1805年9月8日（文化2年8月16日））は、江戸時代の囲碁棋士で、家元井上家八世井上因碩。元の姓は吉益。安芸国出身、七世井上春達因碩門下、七段上手。

## 経歴
安芸国佐伯郡己斐村の百姓八木武助の子として生まれる。年少の頃の棋譜には田原姓とあり、名は橘二と名乗った。1773年（安永2年）27歳六段で七世春達因碩の跡目となり、翌年御城碁に初出仕して坂口仙徳に先番3目負け。1784年に春達因碩死去により、家督を継いで八世井上因碩となる（当時の呼び方では七世）。1794年（寛政6年）に門下の佐藤春策を跡目とする。1796年には門下の六段服部因淑の御城碁出仕を願い出たが、認められなかった。1802年（享和2年）七段に進む。1805年死去、法謐は賓臺院。
御城碁は30局を勤めた。当時の門人には、京極周防守などがいる。

## 御城碁成績
- 1774年(安永3年) 先番3目負 坂口仙徳
- 同年 先番中押勝 安井仙哲
- 1775年(安永4年) 先番10目勝 安井仙哲
- 1776年(安永5年) 白番9目負 坂口仙徳
- 同年 二子中押勝 本因坊察元
- 1777年(安永6年) 先番4目勝 本因坊烈元
- 同年 白番18目負 安井仙哲
- 1779年(安永8年) 先番中押勝 本因坊烈元
- 1780年(安永9年) 向二子7目勝 林門悦
- 同年 先番ジゴ 井上春達因碩
- 1781年(天明元年) 先番中押勝 林祐元門入
- 1782年(天明2年) 先番1目勝 本因坊烈元
- 1783年(天明3年) 白番中押勝 林門悦
- 1785年(天明5年) 白番17目負 安井仙角仙知
- 同年 白番9目勝 林門悦
- 1787年(天明7年) 白番14目負 河野元虎
- 1788年(天明8年) 白番9目負 本因坊烈元
- 1789年(寛政元年) 白番3目勝 林門悦
- 同年 先番3目勝 本因坊烈元
- 1791年(寛政3年) 先番ジゴ 安井仙角仙知
- 1792年(寛政4年) 白番1目負 林門悦
- 1793年(寛政5年) 先番10目負 本因坊烈元
- 1794年(寛政6年) 先番3目勝 河野元虎
- 1796年(寛政8年) 白番3目負 本因坊烈元
- 1797年(寛政9年) 白番1目負 林門悦
- 1798年(寛政10年) 先番4目負 本因坊烈元
- 1800年(寛政12年) 先番12目勝 林門悦
- 1801年(享和元年) 先番中押勝 安井仙角仙知
- 1802年(享和2年) 白番7目負 本因坊元丈
- 1804年(文化元年) 先番ジゴ 本因坊烈元